# عطالله أبو عمار جنوني
عطالله أبو عمار جنوني المعروف باسم عطالله. هو زعيم وقائد جيش إنقاذ روهينغا أراكان، وهي جماعة مسلحة من الروهينغا تعمل في ولاية راخين الشمالية في ميانمار. ظهر عطالله في العديد من أشرطة الفيديو التي تم نشرها على الإنترنت من قبل جيش الإنقاذ، حيث ينشر البيانات الصحفية للجيش.

## النشأة
ولد عطالله في كراتشي بباكستان إلى والد مهاجر هرب من الاضطهاد الديني في بلدته في ولاية راخين ميانمار (المعروفة أيضًا باسم أراكان بورما). في سن مبكرة انتقلت عائلة عطالله إلى مكة المكرمة في المملكة العربية السعودية حيث التحق بالتعليم هناك.

## النشاط المسلح
قالت مجموعة الأزمات الدولية في تقرير لها أنها قابلت أعضاء من مجموعته، وقالوا إن زعيم الجماعة له صلات وثيقة مع أفراد في المملكة العربية السعودية. يذكر تقرير مجموعة الأزمات الدولية الصادر في ديسمبر 2016 أنه غادر المملكة العربية السعودية في عام 2012، بعد وقت قصير من اندلاع أعمال عنف في ولاية راخين 2012. ذكر بيان صحفي صادر عن الحكومة الميانمارية زعم أن عطالله قضى ستة أشهر في التدريب على حرب العصابات الحديثة تحت حكم طالبان في باكستان. ذكر تقرير مجموعة الأزمات الدولية على الرغم من عدم تأكيده أن هناك دلائل تشير إلى أنه ذهب إلى باكستان، وربما في أماكن أخرى، وأنه تلقى تدريبًا عمليًا في حرب العصابات الحديثة. كما ذكر العديد من أعضاء المجموعة للجنة الدولية أنه قد يكون قد تلقى تدريبًا إضافيًا في ليبيا قبل عودته إلى ولاية راخين، ولكن هذا الأمر لم يتأكد بعد.
في 9 أكتوبر 2016 قاد عطالله مئات من مسلحي الروهينغا إلى الحدود البنغلاديشية الميانمارية، حيث هاجموا مراكز شرطة بالقرب من الحدود الميانمارية. بعد أسبوع ظهر عطالله في شريط فيديو على الإنترنت يدعى فيه مسئوليته عن الهجمات.